# 聖若昂巴蒂斯塔 (聖卡塔琳娜州)

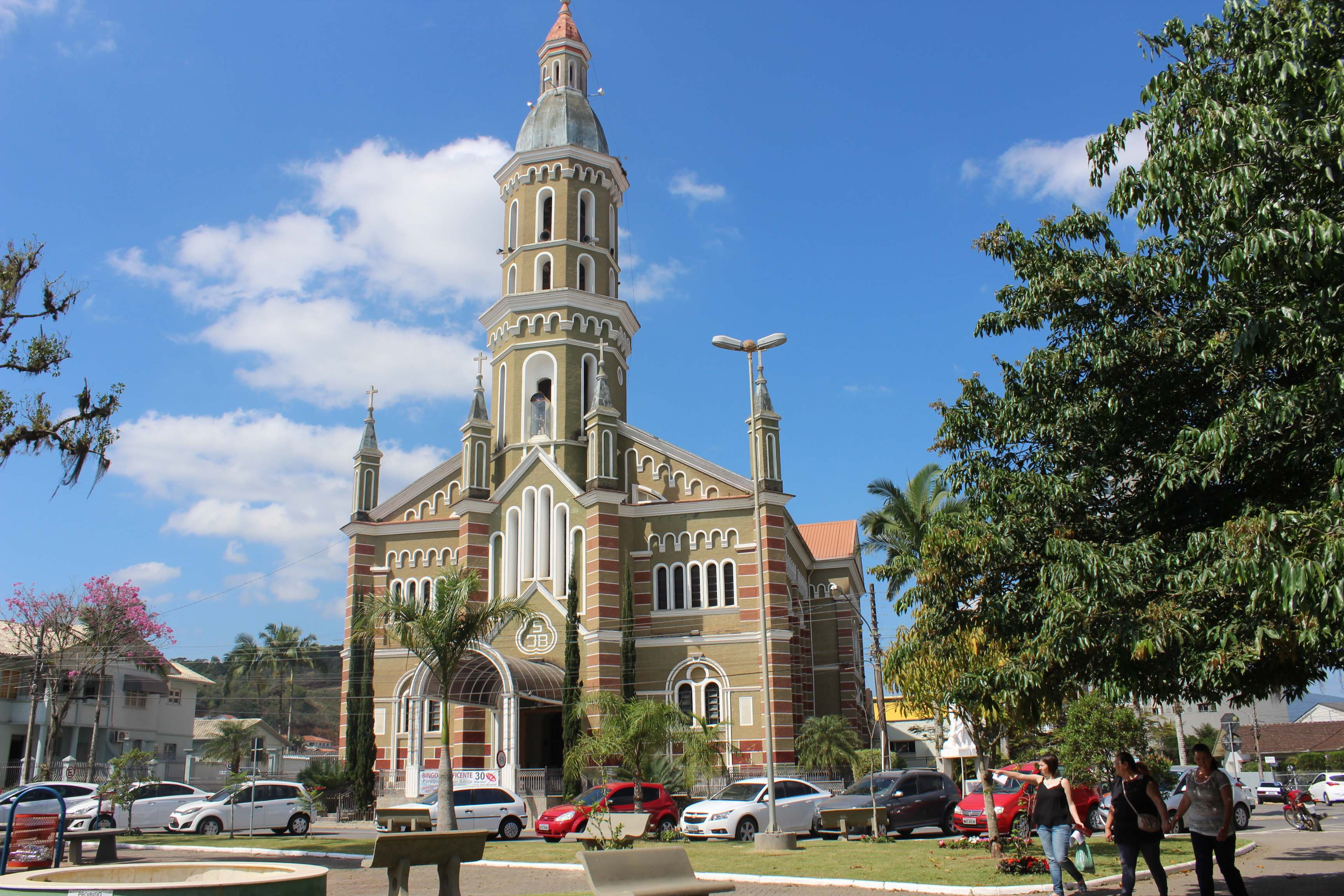
聖若昂巴蒂斯塔

聖若昂巴蒂斯塔（葡萄牙語：São João Batista），是巴西的城鎮，位於該國南部，由聖卡塔琳娜州負責管轄，始建於1834年7月19日，面積221平方公里，海拔高度30米，2010年人口32,260，人口密度每平方公里146.15人。